# Gegants d'Abrera

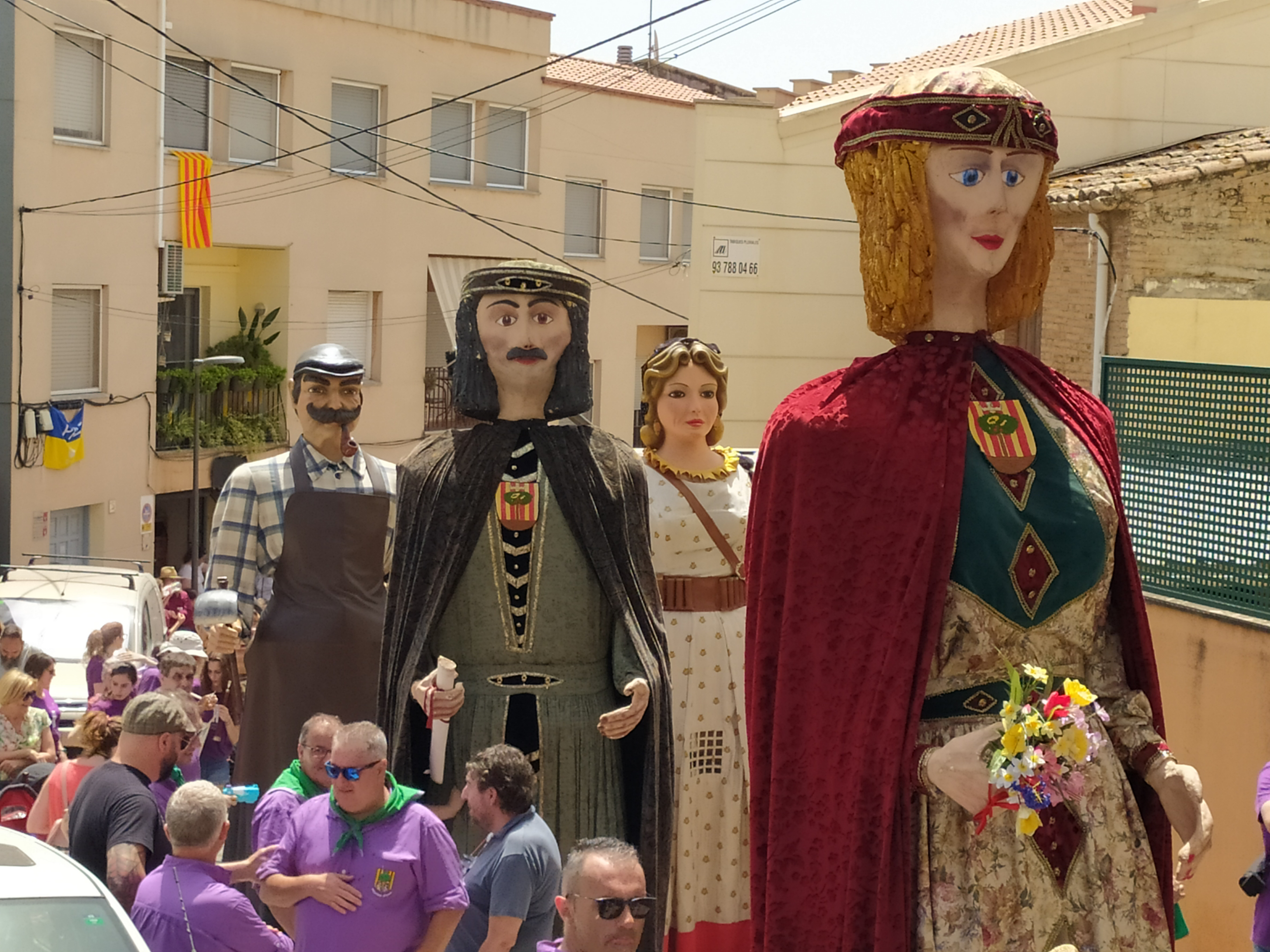
Gegants d'Abrera

Els gegants d'Abrera són les dues parelles de 
gegants que representen actualment la vila d'Abrera (Baix Llobregat).

## Els gegants vells
| El gegant Ermengol (1980) |  | El gegant Ermengol (1980)    |
| El gegant Ermengol (1980) |  | La geganta Montserrat (1980) |

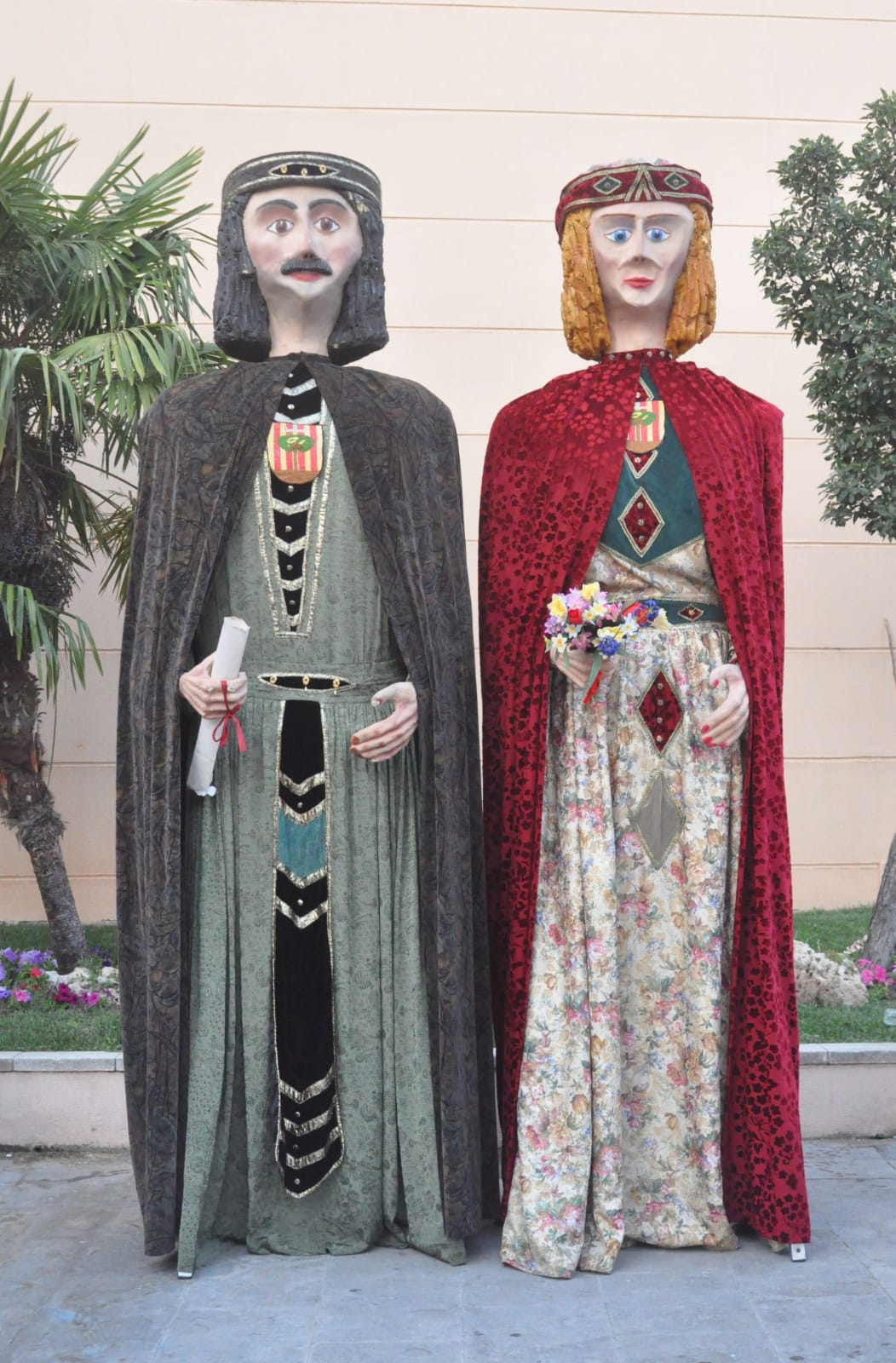
La nova versió dels gegants vells d'Abrera (2019).

Tradicionalment, Abrera no havia tingut gegants perquè sempre havia estat un poble molt petit i dedicat fonamentalment al treball del camp.
L'any 1980, però, els monitors de l'Esplai van tenir la iniciativa de construir una parella de gegants i fer-los sortir al carrer com una manera de complementar l'educació dels nens i nenes en el lleure i de treballar en el coneixement del territori i les festes tradicionals. Els va assessorar l'escultor i professor Jordi Junyent, i van tenir la col·laboració desinteressada i entusiasta dels pares i una petita contribució econòmica de l'Ajuntament per construir la primera parella. L'obrador es va improvisar a l'eixida de ca'l Josep Sala, al barri del Rebato, on es va donar forma als caps a partir d'un entramat de filferro i gasses sucades amb escaiola líquida; l'estructura era de fusta i els vestits es van confeccionar amb roba donada principalment per indústries tèxtils del poble i cosits per un equip de modistes improvisat entre les mares de les nenes i els nens.
Curiosament, les tres fàbriques tèxtils abrerenques que van donar els seus teixits ja han plegat totes, víctimes de la crisi del tèxtil.
Aquests gegants representaven suposadament una parella de barons i portaven l'escut de la vila al pit. Els vestits volien evocar el luxe de l'aristocràcia medieval i portaven capa i un barret. Ella portava un ram de flors a la ma dreta i ell un pergamí. Tenien una alçada de 3,75 metres i un pes de 45 kilos aproximadament, eren rígids i no es podien desmuntar. Se'ls va batejar amb els noms d'Ermengol i Montserrat, que evoquen dos elements característics de la geografia local, l'ermita de Sant Ermengol i la muntanya de Montserrat. Els gegants es van estrenar per la Festa Major d'Abrera (diada de Sant Pere, el 29 de juny) del 1980.
A partir d'aquella Festa Major, els pares dels nens de l'Esplai es van constituir com a colla gegantera, sortien per la Festa Major i es van proposar sortir també a les festes dels pobles del voltant, però la fragilitat dels caps i la dificultat per transportar-los va fer que es plantegés una reforma que va consistir en fer les estructures desmuntables i substituir els caps de guix per uns de cartó pedra. Com que no es volia canviar la fesomia dels gegants originals, se'n va fer un motlle de guix per copiar-los, però en aquesta operació es van perdre els caps originals.
Més endavant, es va fer una segona reforma dels gegants perquè ja es trobaven molt deteriorats. Es va substituir l'estructura de fusta per una d'alumini, se'ls va moldejar el cos amb porexpan i es van reformar els caps incorporant el cabell sòlid i pintura nova; també es van fer vestits nous, les capes van passar a ser de vellut i els barrets van ser substituïts per unes corones senzilles. Aquesta parella manté l'aspecte de la primera parella un pèl evolucionat. Es desmunten per la cintura per desar-los.
Actualment, per norma, els gegants vells ja només surten del bagul, on els guarden els geganters, per la Festa Major d'Abrera, el dissabte més proper a la diada de Sant Pere, tot i que hi ha hagut algunes excepcions. La cercavila de Sant Pere, a més, és la única ocasió de cada any que es pot veure juntes totes dues parelles de gegants.

## Els gegants nous

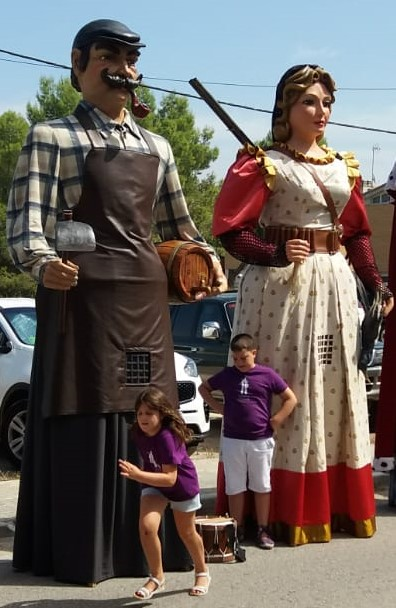
Els gegants nous d'Abrera, Pere i Roser (2019). Els nens porten la samarreta dels Grallers d'Abrera.

El 1995, la colla gegantera va decidir tenir una nova parella de gegants i els van fer construir per un obrador professional, el d'En Toni Mujal. La idea era que els gegants vells sortissin només per la Festa Major d'Abrera, mentre els nous serien els que farien les sortides fora del municipi. A diferència dels gegants vells, els nous estan construïts amb llates de fusta i el cap i les mans són de fibra de vidre. Per contrast amb els gegants vells, i potser una mica per compensar i seguint la moda més generalitzada en els nous gegants que es fan ja en el segle xxi, els gegants nous representen dos personatges del poble, entre la història i la llegenda, el boter Pere (per la Festa Major d'estiu) i l'hostalera Roser (en record de l'antiga Festa Major d'hivern, ja desapareguda, que se celebrava per la Mare de Déu del Roser). En Pere vesteix una camisa de quadres de franel·la, un davantal que voldria ser de cuir i gorra, i, com que rememora l'activitat vinatera del municipi, porta una aixa a la ma dreta i un barrilet a l'esquerra. La Roser porta un vestit virolat i xarxa negra a les mànigues i al cabell. Però el que la fa una figura realment original són l'escopeta de dos canons penjada en bandolera i una garsa que acaba de caçar agafada amb la ma esquerra. La garsa és l'animal totèmic d'Abrera i aquí fa referència a la dita (evidentment falsa) que "a Abrera et donen garsa per perdiu". Mesuren 3,55 metres en Pere i 3,50 la Roser, i pesen respectivament 55 i 50 kilos.
El bateig dels gegants nous es va fer a la cercavila de Festa Major del 1995, i en foren padrins els gegants d'Olesa de Montserrat i els de Sant Joan Samora.
Els gegants nous han substituït els vells en totes les sortides, de manera que solen fer mitja dotzena de sortides fora d'Abrera cada any, i viatgen en un remolc fet a mida, amb dues lliteres, que també els serveix d'allotjament permanent quan s'estan al magatzem.

## La colla gegantera

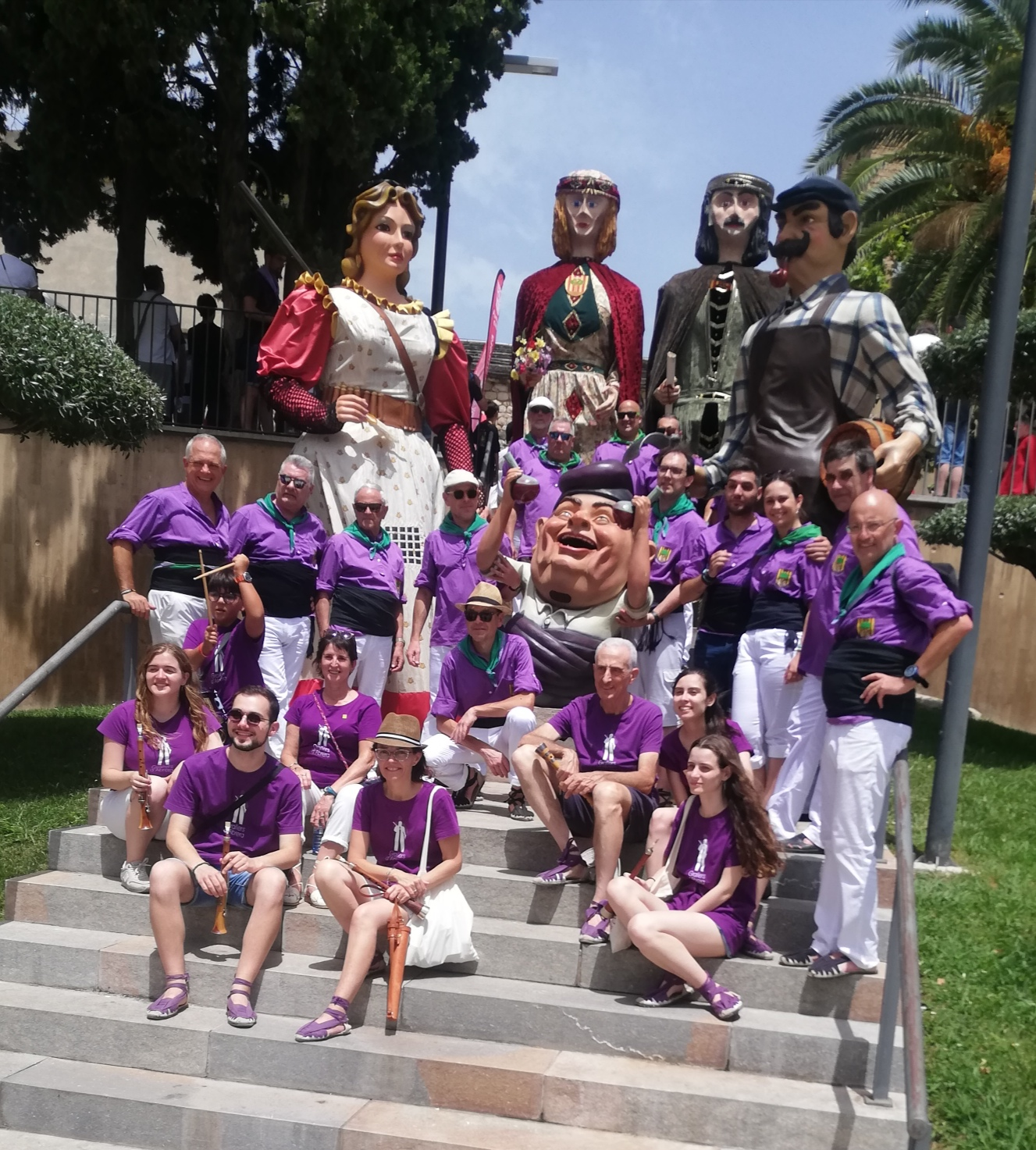
Geganters d'Abrera, 2022.

La colla gegantera, els anomenats Geganters d'Abrera, ha tingut diversos caps de colla en tots aquests anys. El primer cap de colla fou en Lluís Sala, succeït per en Manel Barba. En Martí Sucarrats encara és el més recordat de tots els que han exercit el càrrec, fins a l'any 2000. Després ho va ser en Francesc Camacho fins al 2006, i actualment comparteixen aquesta responsabilitat en Cèsar Moliner i en Jordi Sala.
El primer vestit que va portar la colla consistia en mocador blau, camisa blanca, faixa negra, pantaló de carrer i espardenyes de vetes. Posteriorment, en canvi, es va adoptar un mocador verd amb la vora lila i la imatge dels gegants vells pintada, una camisa rosa (o lila suau) amb el mateix dibuix brodat al pit i un pantaló blanc, mantenint la faixa negra i les espardenyes de vetes. I el 2020, les conclusions de la comissió de vestuari que s'havia creat l'any anterior van proposar una imatge més retro, canviant la camisa per una tenyida de lila, de coll rodó tipus mao i amb el logo brodat, però l'aparició de la pandèmia de COVID-19 va aturar aquest darrer canvi quan estava a punt d'estrenar-se, i el van endarrerir fins a la Festa Major del 2022.
Els geganters van crear, juntament amb els grallers, els bastoners (que no han tingut continuïtat) i els caramellaires, l'Associació Cultural i Folclòrica d'Abrera (ACFA), que garanteix els lligams entre els diversos grups i alhora els dona cobertura institucional.
El 2007, per allò de què "val més tard que mai", els geganters van celebrar amb tota la pompa el seu vint-i-setè aniversari, i van editar amb el suport econòmic de l'Ajuntament un DVD amb el títol de Geganters d'Abrera 25+2. Aquest document audiovisual conté molta informació sobre el procés de creació de les dues parelles de gegants i sobre la història de la colla gegantera.
Paral·lelament, la colla dels Grallers d'Abrera sempre acompanya els gegants, tot i que també pot fer actuacions pel seu compte. Porten una samarreta lila amb un dibuix que representa les siluetes dels gegants nous i d'una gralla. El cap de colla és en Josep Sala.
Tanmateix, amb el temps es va crear un nou grup de grallers, els Cosmets, que han fet via pel seu compte, i actualment qui acompanya els gegants és la colla de l'escola de grallers.

## El Porronet

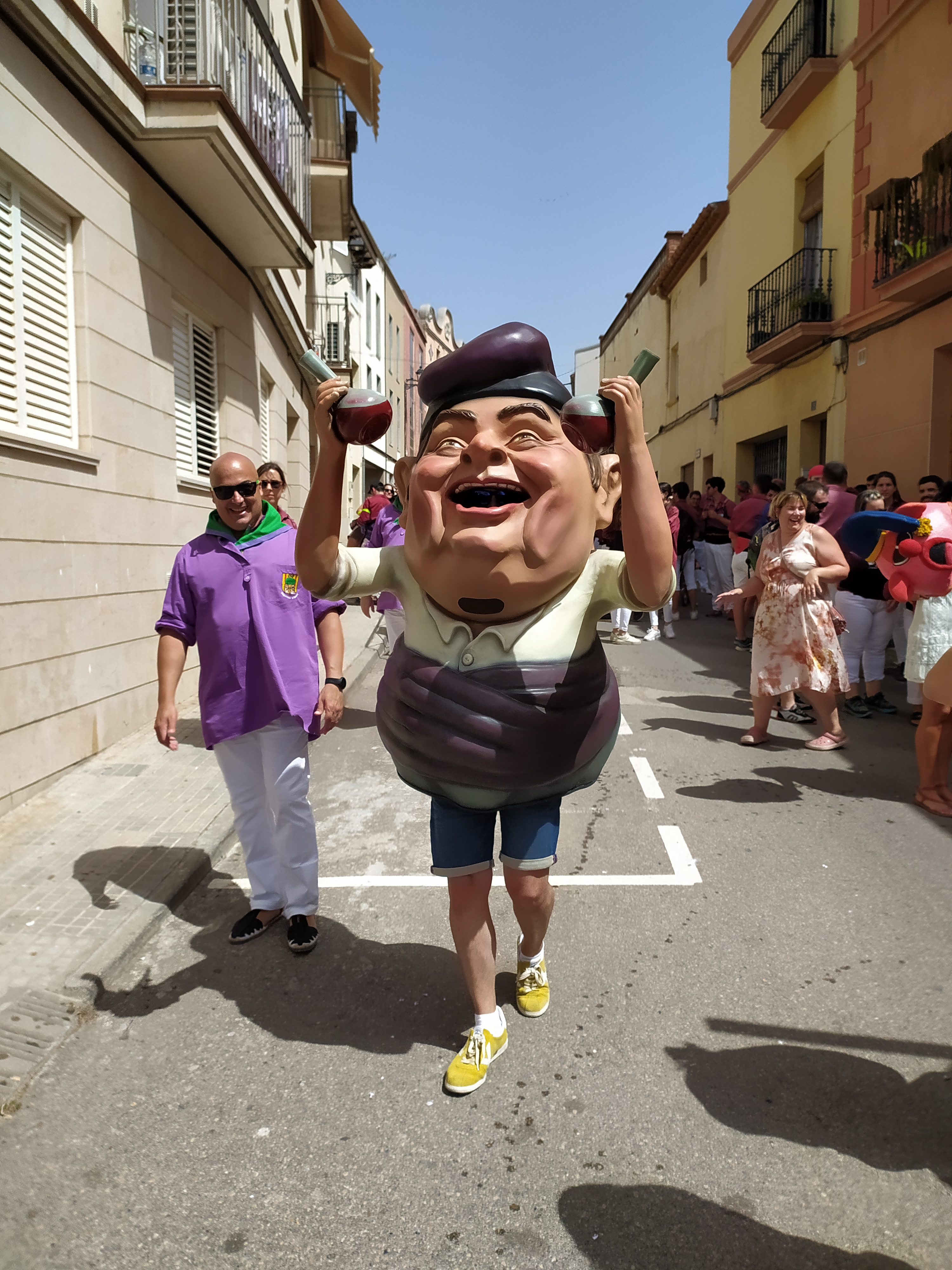
El Porronet a la Festa Major de 2022.

L'any 2017 la colla gegantera va encarregar a un obrador professional el disseny i construcció d'un nan que recorda un pagès que pretén beure de dos porrons alhora, tal com apareix en alguna fotografia publicitària dels antics hostals del Rebato, i fent referència a la tradició dels Porrons d'Abrera, amb barretina i faixa. El capgròs està pensat perquè el pugui portar un nen o nena de deu anys o mes, i disposa d'un mecanisme que li permet llençar aigua pels brocs dels dos porrons i esquitxar alegrement els espectadors que li queden a l'esquena. Per posar nom a aquesta nova figura es va fer un procés participatiu, centrat sobretot a les escoles del municipi, que va proporcionar-li el nom de Porronet, i el bateig oficial es va fer per Festa Major de l'any 2018 amb el gegantó Espinguet, de la colla d'Esparreguera, fent-li de padrí.

## Altres figures delbestiariabrerenc[calcitació]
- la cuca de l'Esplai, construïda el 1981 i ja desapareguda, consistia en un gran cap de cartró pedra i una cua llarga de roba reforçada amb arquets de tub de PVC, i la portaven tot un grup de nens i nenes.
- el drac Climent, creat per al correfoc de la primera colla de diables d'Abrera, els Climentets, tenia el cap de cartró pedra, muntat sobre un tub de ferro, i el cos, les ales i la cua de lona verda. El portaven dues persones, i la del davant manipulava el cap, on s'allotjaven les "carretilles" que escopien foc. Com que no estava ignifugat, aviat va tenir més forats per cremades que parts de tela intacta i va anar adquirint una imatge una mica lamentable.
- la Garsa és la nova bèstia de foc, l'estrella de la colla de diables Bram de Foc, i està construïda de barretes i planxes de ferro soldades, amb nombroses pinces per a les "carretilles" que produeixen un efecte pirotècnic espectacular. L'artefacte es mou sobre rodes de cautxú i pot ser empentat per una sola persona.
- la gegantona Abrerina la van construir els alumnes i pares de l'escola F. Platón i ha sortit diversos cops a la cercavila de la Festa Major d'Abrera acompanyant els gegants. Malhauradament, no sempre ha disposat d'una colla gegantera pròpia que la tregui al carrer. Aquesta figura representa l'arbre de l'escut d'Abrera.
- diversos capgrossos han acompanyat els gegants en alguna ocasió, però no han tingut continuïtat.
- l'any 2022, amb motiu de la celebració dels "40+1 anys de foc a Abrera", Bram de Foc ha estrenat el 7 de maig un nou drac anomenat Climentet, com una versió millorada del vell Climent, i que es destina a liderar la colla infantil de diables.